# 818

818(팔백십팔)은 817보다 크고 819보다 작은 자연수다.

## 수학
- 합성수로, 그 약수는 1, 2, 409, 818이다. 진약수의 합은 412이므로, 818은 부족수다.
  - 249번째 반소수다. 앞의 반소수는 817, 다음 반소수는 831이다.
- 72번째 불가촉수다. 앞의 불가촉수는 804, 다음은 836이다.
- 회문수다.
- {\displaystyle 818=17^{2}+23^{2}}
  - 서로 다른 두 소수(素數)의 제곱합으로 나타낼 수 있는 18번째 반소수다. 이 성질을 지닌 앞의 수는 698, 다음 수는 866이다. (OEIS의 수열 A103558)
  - 5번째 섹시 소수쌍의 제곱합이다. 이 성질을 지닌 앞의 수는 530, 다음 수는 1370이다.
- {\displaystyle 818=11^{2}+16^{2}+21^{2}}
  - 공차가 5인 세 자연수의 제곱합으로 나타낼 수 있는 수다. 이 성질을 지닌 앞의 수는 725, 다음 수는 917이다.
- {\displaystyle 818=2^{2}+3^{2}+4^{2}+5^{2}+6^{2}+7^{2}+8^{2}+9^{2}+10^{2}+11^{2}+12^{2}+13^{2}}
  - 연속하는 자연수 12개의 제곱합으로 나타낼 수 있으며, 이 성질을 지닌 앞의 수는 650, 다음 수는 1010이다.
- {\displaystyle 53^{3}-1}은 818로 나누어떨어진다.

## 과학·기술
- NGC 818(독일어판, 프랑스어판): 안드로메다자리 방향에 있는 막대나선은하.
- 818 캅타이니아(영어판): 소행성.
- ARINC 818(영어판): 항공 분야에 사용되는 비디오 인터페이스 및 프로토콜 표준.
- 코스모스 818호(영어판): 소련의 인공위성.

## 교통

### 철도
- 수도권 전철 8호선 문정역의 역번호.

### 도로
- 818번 지방도: 전라남도 나주시 문평면에서 화순군 춘양면까지 이어지는 대한민국의 지방도.

## 문화유산
- 대한민국의 보물 제818호: 창경궁 통명전

## 기타
- 날짜: 8월 18일
- 연도: 818년, 기원전 818년